# Зварети (Болнисский муниципалитет)
Зварети (груз. ზვარეთი, азерб. Sarallar) — село Болнисского муниципалитета, края Квемо-Картли республики Грузия с 99 %-ным азербайджанским населением. Находится в юго-восточной части Грузии, на территории исторической области Борчалы.

## История
В 1990—1991 годах, в результате изменения руководством Грузии исторических топонимов населённых пунктов этнических меньшинств в регионе, название села Сараллар («азерб. Sarallar») было изменено на его нынешнее название - Зварети.

## География
Граничит с городом Болниси, поселком Казрети, селами Бектакари, Мушевани, Ратевани, Квемо-Болниси, Болниси, Ванати, Рачисубани, Квеши и Кианети Болнисского Муниципалитета.

## Население
По данным Государственного статистического комитета Грузии, согласно официальной переписи 2002 года, численность населения села Зварети составляет 501 человека и на 99 % состоит из азербайджанцев.

## Экономика
Население в основном занимается овцеводством, скотоводством и сельским хозяйством. Жители села испытывают трудности с питьевой водой, не хватает пахотных земель.

## Достопримечательности
- Средняя школа.